# Rango (Burundi)
Rango è un comune del Burundi situato nella provincia di Kayanza con 77.868 abitanti (censimento 2008).

## Geografia antropica

### Suddivisioni amministrative
Il comune è suddiviso in 29 colline.